# (9851) Sakamoto
(9851) Sakamoto est un astéroïde de la ceinture principale.

## Description
(9851) Sakamoto est un astéroïde de la ceinture principale. Il fut découvert le 24 octobre 1990 à Kitami par Kin Endate et Kazuro Watanabe. Il présente une orbite caractérisée par un demi-grand axe de 2,60 UA, une excentricité de 0,32 et une inclinaison de 6,5° par rapport à l'écliptique.

## Compléments